# Haliris aequacostata
Haliris aequacostata is een tweekleppigensoort uit de familie van de Verticordiidae. De wetenschappelijke naam van de soort is voor het eerst geldig gepubliceerd in 1950 door A. D. Howard.